# El sueño de la esposa del pescador
El sueño de la esposa del pescador (蛸と海女 Tako to ama?, lit. Los pulpos y la buceadora) es una xilografía erótica perteneciente al género ukiyo-e realizada en 1814 por el artista japonés Katsushika Hokusai. Hokusai desarrolló una iconografía durante el siglo XVIII alrededor de la leyenda de Taishokan. Está incluido en Kinoe no Komatsu, un libro de tres volúmenes de shunga publicado por primera vez en 1814, y se ha convertido en el diseño shunga más famoso de Hokusai. Siguiendo el ejemplo de artistas como Katsukawa Shunshô, Katsukawa Shunchō o Kitao Shigemasa, la obra de Hokusai muestra a una joven buceadora ama entrelazada sexualmente junto a un par de pulpos. 

## Historia y creación
Hokusai creó El sueño de la esposa del pescador durante el período Edo, cuando resurgía el sintoísmo; esto tuvo influencias sobre el animismo y sobre la actitud pícara ante la sexualidad en la obra. Es un célebre ejemplo de shunga y ha sido recompuesto por numerosos artistas japoneses y temas similares de humanos teniendo relaciones sexuales con animales marinos, que se han manifestado desde el siglo XVII en los netsuke japoneses, pequeñas estatuas esculpidas de unos pocos centímetros de alto y a menudo muy elaboradas.

## Descripción
El sueño de la esposa del pescador es la imagen más famosa de Kinoe no Komatsu, publicada en tres volúmenes a partir de 1814. El libro es una obra de shunga (arte erótico) dentro del género ukiyo-e.  La imagen representa a una mujer, evidentemente una ama, envuelta en las tentáculos de dos pulpos. El más pequeño de ellos envuelve con uno de sus tentáculos el pezón de la muchacha y la besa, mientras que el más grande practica un cunnilingus. El pulpo grande se llama Oyakata (Jefe) y es maestro del pulpo pequeño. En el texto sobre la imagen, la mujer y los animales expresan su mutuo placer sexual tras el encuentro. 

## Influencia

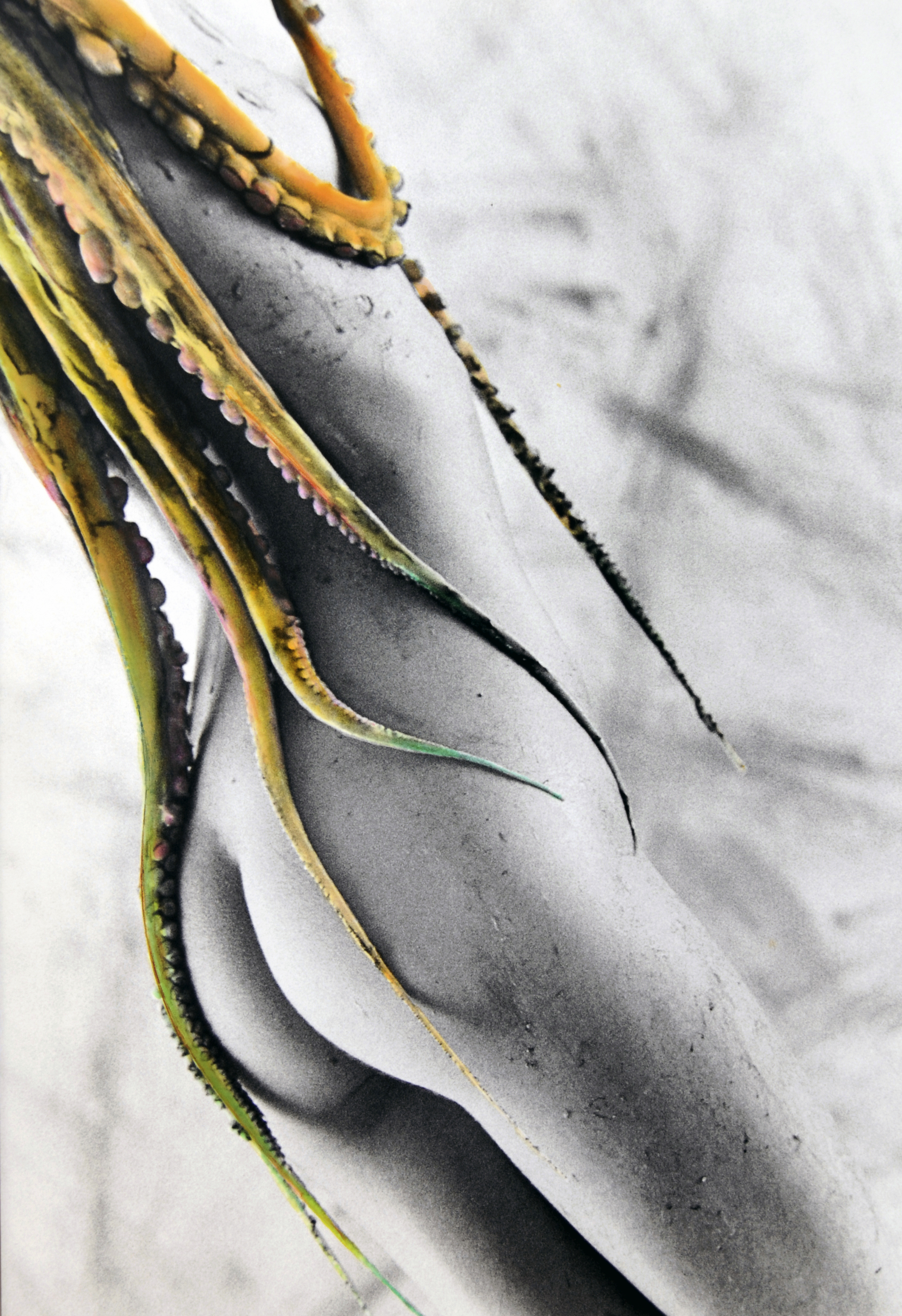
Relectura del sueño de la esposa del pescador (1988). Fotografía erótica de Sergio Valle Duarte.

La imagen se cita a menudo como precursora de la violación por tentáculos, un motivo que ha sido popular en la animación y manga japoneses modernos desde finales del siglo XX, popularizado por el autor Toshio Maeda. La erótica moderna con tentáculos representa de manera similar el sexo entre mujeres y animales con tentáculos; el sexo en las representaciones modernas suele ser forzado, a diferencia de la interacción mutuamente placentera de Hokusai.  El psicólogo y crítico Jerry S. Piven se muestra escéptico de que la imagen lúdica de Hokusai pueda explicar las representaciones violentas en los medios modernos, argumentando que éstas son más bien producto de la agitación experimentada en toda la sociedad japonesa después de la Segunda Guerra Mundial, que a su vez fue un reflejo de la existencia, corrientes subyacentes de trauma cultural.  El académico Holger Briel sostiene que «sólo en una sociedad que ya tiene predilección por los monstruos y está acostumbrada a interactuar con octópodos podrían surgir tales imágenes», citando la impresión de Hokusai como un ejemplo temprano de tal tradición. 
Igualmente, a partir de finales del siglo XIX, gracias al desarrollo del japonismo, artistas europeos como Auguste Rodin y Pablo Picasso realizaron nuevas versiones eróticas de esta obra de Hokusai.  Picasso dibujó su propia versión privada en 1903, que se exhibió en una exposición del Museo Picasso de Barcelona de 2009 titulada Imágenes secretas, junto con otros 26 dibujos y grabados del artista, exhibidos junto al original de Hokusai y otros 16 grabados japoneses, que retratan la influencia del arte japonés del siglo XIX. sobre la obra de Picasso.  Más tarde, Picasso también pintó íntegramente obras que estaban directamente influenciadas por el grabado en madera, como Desnudo reclinado de 1932, donde la mujer en el placer es también el pulpo, capaz de darse placer a sí mismo.   En 2003, una obra derivada del pintor australiano David Laity, titulada El sueño de la esposa del pescador, provocó una pequeña controversia sobre obscenidad cuando se exhibió en una galería de Melbourne; Después de recibir denuncias, la policía investigó y decidió que no violaba las leyes antipornografía de la ciudad.   El grabado de Hokusai ha tenido una amplia influencia en el artista japonés-estadounidense moderno Masami Teraoka, quien ha creado imágenes de mujeres, incluido un personaje recurrente de "buzo de perlas", complacidas por cefalópodos como símbolo del poder sexual femenino. 